# Дорн, Антон
Феликс Антон Дорн (нем. Felix Anton Dohrn; 29 декабря 1840 год, Штеттин — 26 сентября 1909 год, Мюнхен) — немецкий зоолог. Сын энтомолога Карла Августа Дорна.
Член «Леопольдины» (1882), иностранный член Лондонского королевского общества (1899), иностранный член-корреспондент Петербургской академии наук (1904).

## Биография
Изучал зоологию в Кёнигсберге, Бонне, Йене и Берлине. В 1865 году защитил кандидатскую диссертацию в Бреслау, в 1868 году — докторскую в Йене. 
Под влиянием Эрнста Геккеля научное мировоззрение Дорна сформировалось как дарвинистское. Среди наиболее известных работ Дорна — книга «Происхождение позвоночных животных и принцип смены функций» (нем. Der Ursprung der Wirbeltiere und das Princip des Functionswechsel; Лейпциг, 1875 год, русский перевод 1937 год), в которой он сформулировал принцип многофункциональности органов, благодаря которой с изменениями окружающей среды доминирующая функция органа может меняться, и вслед за Жоффруа Сент-Илером отстаивал идею гомологичного строения позвоночных и беспозвоночных (непосредственно связывая происхождение позвоночных с кольчатыми червями).

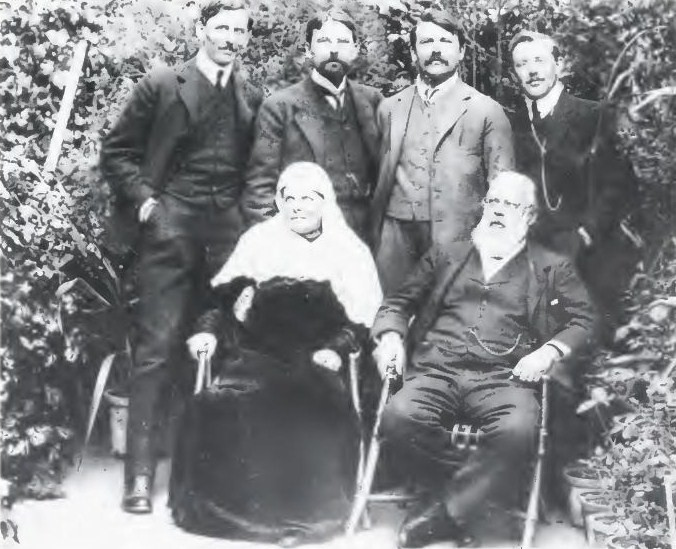
Антон Дорн в кругу семьи
(описание под файлом)

Изучая, в частности, морских ракообразных, Дорн работал в Гамбурге, в Шотландии (на островах залива Ферт-оф-Клайд) и в итальянской Мессине (вместе с Николаем Миклухо-Маклаем). В 1870 году он основал зоологическую станцию (итал. Stazione Zoologica) близ Неаполя, ставшую выдающимся прецедентом международного научного сотрудничества. Ежегодный членский взнос давал университету или научному обществу из числа расположенных в разных странах возможность командировать на станцию для работы одного учёного, получавшего готовое оборудование, препараты, квалифицированный подсобный персонал и возможность живого научного общения. Неаполитанская станция была готова к приёму учёных в сентябре 1873 года. За 36 лет на станции с Дорном во главе успели поработать около 2200 учёных из разных стран, в том числе из России. В период с 1874 по 1932 год на Неаполитанской зоологической станции побывало не менее 160 русских биологов, врачей и офицеров флота. Офицеры и врачи Военно-морского флота России проходили на станции практику для дальнейшего сбора коллекций во время плавания.  Именно в Неаполе было изобретено международное научное сотрудничество в современном понимании, основанное на быстрой и свободной передаче идей, методов и результатов. 
После смерти Антона Дорна управление станцией перешло к его сыну Рейнхарду; в период Первой мировой войны (1915–1923) имущество семьи (поскольку семья немецкого происхождения) — дом в Неаполе и станция — было конфисковано и национализировано. В 1920-х годах Рейнхард вернул во владение дом, вновь стал директором станции.  После смерти Рейнхарда Дорна станцией руководил его сын Петр.
В 1878 году по образцу станции Дорна была создана аналогичная станция при Университете Джонса Хопкинса, за которой последовал ряд других в США и Великобритании.
В память о Дорне было названо научно-исследовательское судно, в свою очередь передавшее его имя подводной вершине (гайоту) в северной части Атлантического океана, к северо-западу от Ирландии.

## Семья
Брат — Генрих Вольфган Людвиг Дорн, энтомолог.
Жена (с 1874) — Марья Егоровна Барановская (1856—1918), дочь Е.И.Барановского.  После того, как дети супругов выросли, большую часть времени Мария Егоровна стала проводить в родовом поместье Выдренка. Там ею был устроен сиротский приют, открыта красильня и кустарная мастерская по производству ковров, действовала паровая мельница, винокуренный, лесопильный и кирпичный заводы.
Дети: 
- Богуслав (1875—1960).
- Екатерина (ум. в раннем детстве).
- Вольфганг (1878—1914, погиб, сорвавшись в пропасть, в горах Швейцарии). Был знаком с Э.Жак-Далькрозом, много сделал для создания Института музыки и ритма.[13]
- Харальд (1885—1945), сторонник Сопротивления. Расстрелян нацистами[14].
- Рейнхард (1880—1962). Его жена — Татьяна Романовна Живаго (1884—1952). Племянник (сын брата) Татьяны Романовны — А.А.Живаго[11].